# Montasio

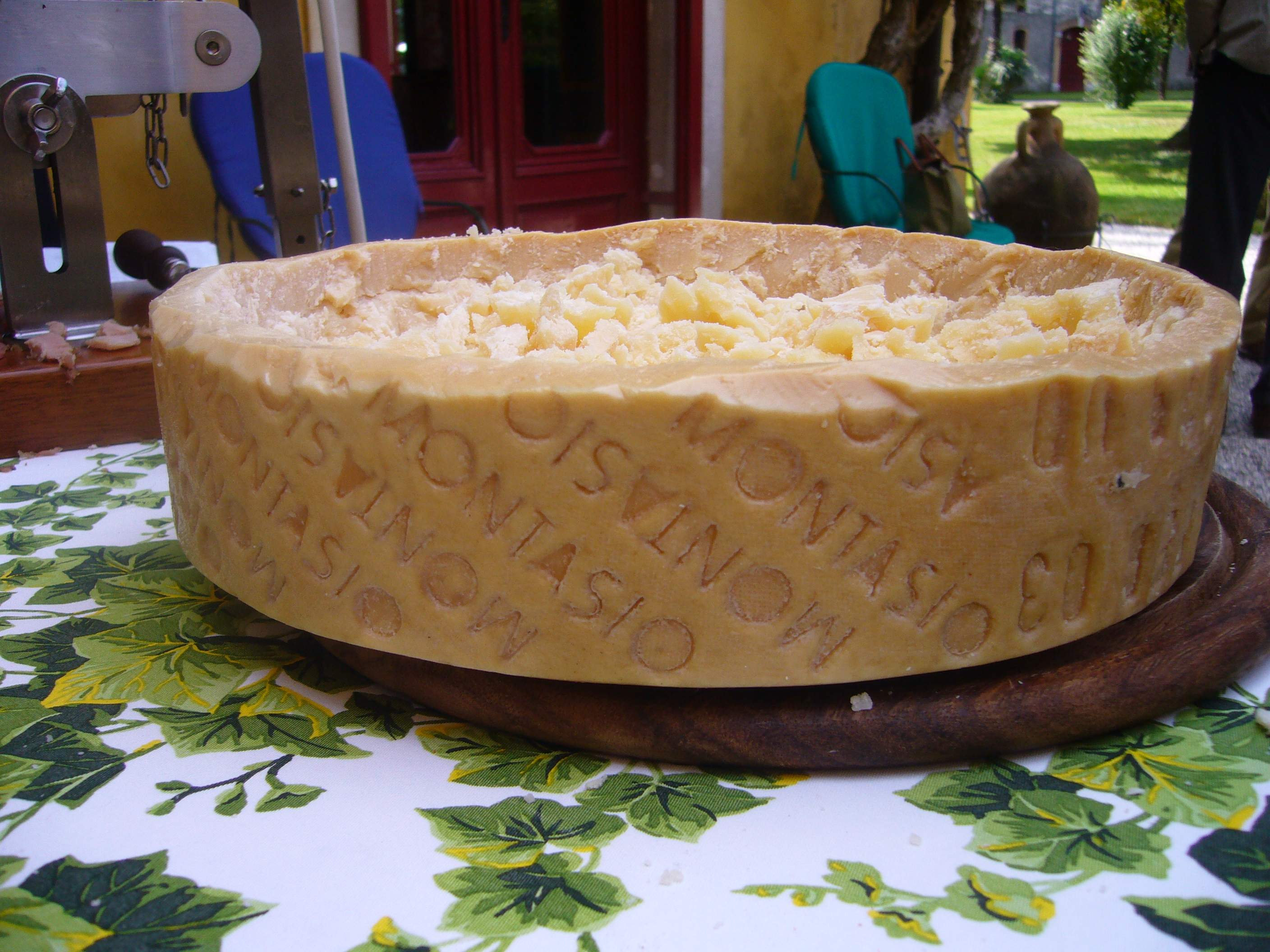
Montasio

Montasio es un queso italiano con denominación de origen protegida a nivel europeo por el Reglamento CE n.º 1.107/96. Se elabora en la región de Friul-Venecia Julia y cuatro provincias vénetas: toda la provincia de Belluno y la de Treviso y en parte de las provincias de Padua y Venecia. 

## Características
Es un queso típico friulano. Se fabrica con leche cruda de vaca. La maduración requiere un mínimo de sesenta días. Es un queso de pasta cocida, semidura, compacta, de color blanco y amarillo pajizo, con ojos regulares y homogéneos. El sabor es dulce, más marcado conforme madura. Se sirve como aperitivo o entremés, además de ser ingrediente de platos principales.

## Denominación de origen
Desde 1996, el montasio es una denominación de origen protegida (PDO) ante la Unión Europea. A nivel internacional, cuenta con registro como denominación de origen, conforme al Sistema de Lisboa, ante la Organización Mundial de la Propiedad Intelectual, desde el 5 de mayo de 2014.

## Variedades
Se presenta en tres variedades:
- Fresco, con sabor suave y delicado.
- Mezzano (intermedio), de sabor más fuerte y con cuerpo.
- Stagionato (Curado). Resulta particularmente aromático y presenta cierto sabor picante sin llegar a ser excesivo. La variedad muy curada se puede rallar o servir para picar.